# Federazione pallavolistica della Moldavia
La Federazione moldava di pallavolo (rum. Federaţiei de Volei din Republica Moldova) è un'organizzazione fondata per governare la pratica della pallavolo in Moldavia.
Organizza il campionato maschile e femminile, e pone sotto la propria egida la nazionale maschile e femminile.
Ha aderito alla FIVB nel 1992.